# Ponta Figo

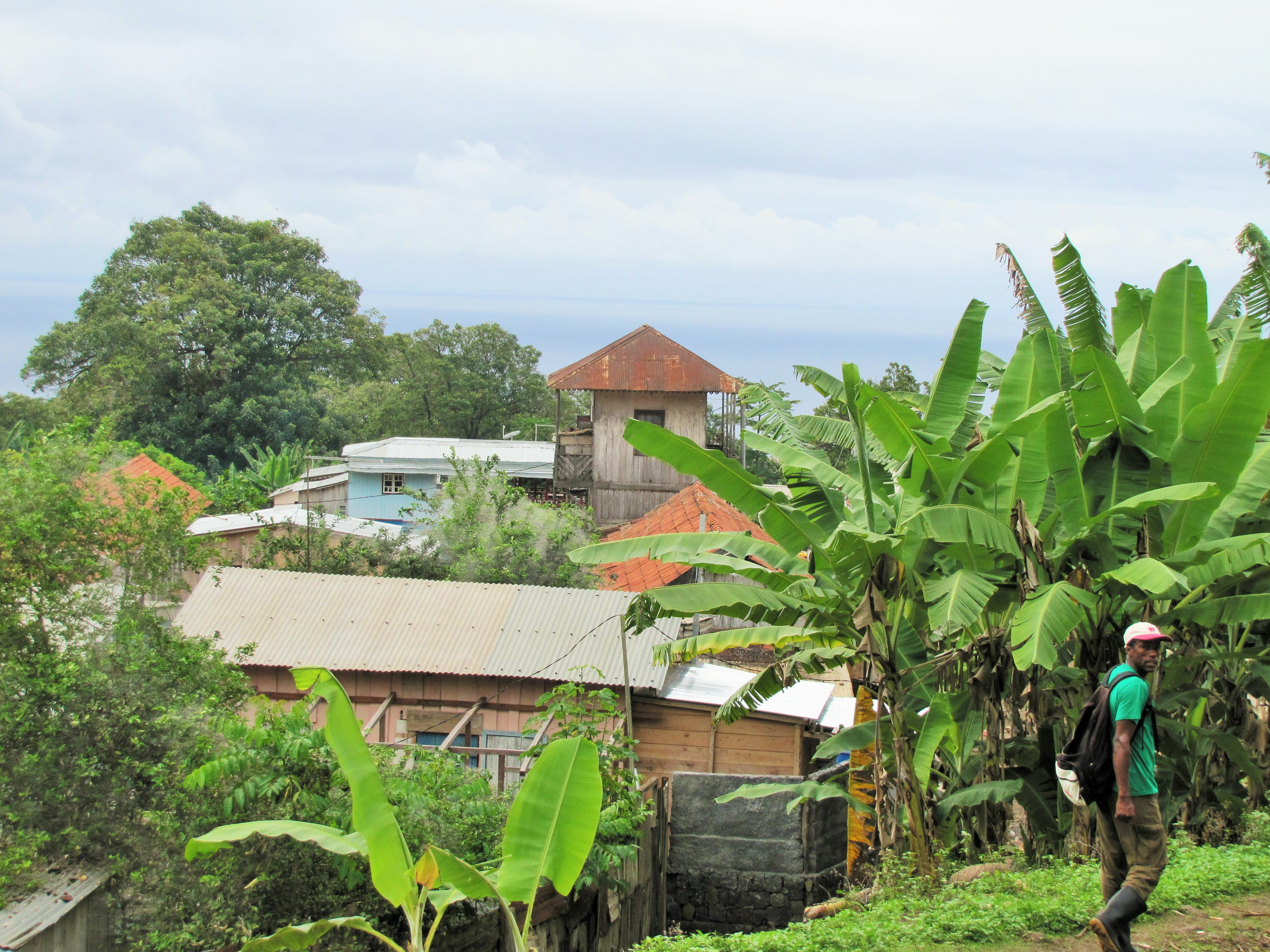
Roça Ponta Figo, 2014

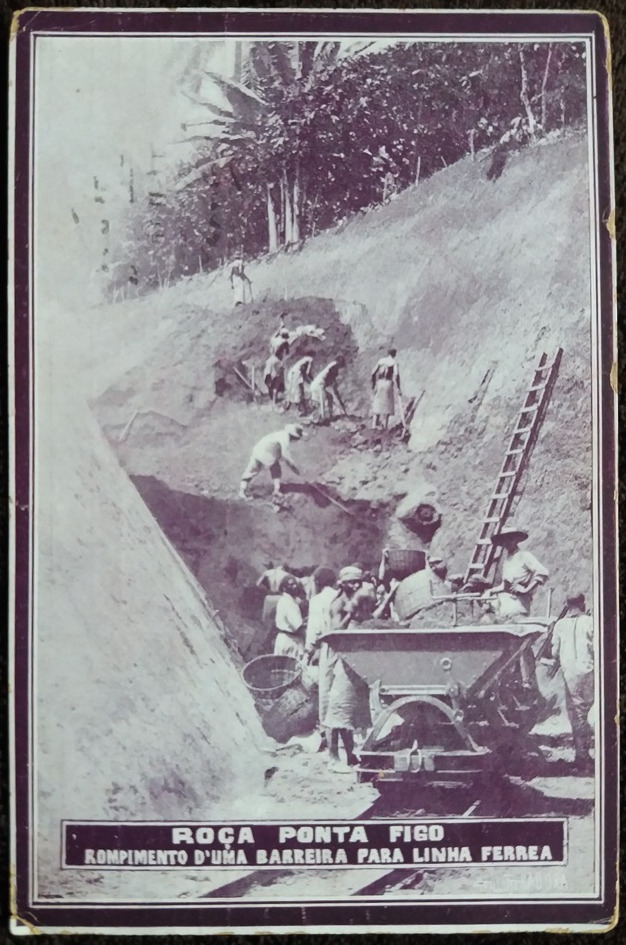
Rompimento d uma barreira para linha ferrea

Ponta Figo é uma aldeia de São Tomé e Príncipe, localiza-se no Distrito de Lembá, ilha de São Tomé, próxima às localidades de Rio Leça, Monte Forte e Generosa. Nas proximidades de Ponta Figo é situado o empreendimento agrícola e turístico de Mucumbli, que tem um acesso sobre a praia das furnas, constituída por areia basáltica.